# Josef Bacon
Josef Bacon (n. 27 martie 1857, Sighișoara, Austro-Ungaria- d. 31 ianuarie 1941, Sighișoara, România ) a fost un om politic, medic și fondator de muzeu din Transilvania.

## Viața
Josef Bacon a fost fiul avocatului (în limba germană Landesadvokat) și deputatului în Reichstag-ul austriac Joseph Martin Bacon și al Theresei Bacon, n. Wenrich. Therese Bacon fondase, ca una din primele activiste pentru drepturile femeilor din Transilvania, o asociație pentru educarea femeilor în Sighișoara. Josef Bacon a fost unul din cei zece copii ai lor, din care 6 au decedat în copilărie. O soră a lui a fost Marie Stritt, care este considerată ca fiind una din co-fondatoarele mișcării de emancipare a femeii din Germania.

## Cariera
Între 1883-1925 Bacon a fost doctor oficial (în lb. germană, Stadtphysicus) al orașului Sighișoara. În această calitate a contribuit esențial la modernizarea sanitară a orașului. A fost inițiator al construirii unui sistem de conducte de apă potabilă, a unui spital de epidemii, a controlului alimentelor, a unei case de ajutor social pentru argați și a unui ambulatoriu pentru bolnavii de tuberculoză.
Interesat de istoria regiunii natale, colecționar de obiecte transilvănene, el este cunoscut în primul rând ca inițiator în 1899 a ceea ce este astăzi Muzeul de istorie din Sighișoara (numit atunci Alt-Schäßburg, „Sighișoara veche”), al cărui conservator a fost zeci de ani. În afară de acest muzeu a mai fost inițiatorul a două muzee din Sighișoara: Muzeul de Igienă și Muzeul Săsesc. 